# Jurki (Morąg)
Pour les articles homonymes, voir Jurki.
Jurki est un village polonais de la voïvodie de Varmie-Mazurie, dans le powiat d'Ostróda.